# 细江町
细江（ほそえ，Hosoe）为日本山口县下关市內之町名，是山口县最大的商务区。

## 主要设施
企业
- 西中国信用金库总行
- 原弘产大厦
  - YM SAISON总部
  - YAMAGIN CARD总部
  - tys山口電視台下关分社
- 野村证券下关支店
- 大和证券下关支店
- 三菱UFJ证券下关支店
- 瑞穗银行下关出张所
- 福冈银行下关支店
- 西日本シティ银行下关支店
- 日本政策金融公库下关支店
- 商工中金下关支店
- 朝日新闻下关分社

公共设施
- 日本银行下关支店（观音崎町）
- 细江町三丁目地区社会教育复合施设（即将开业）
- 下关警察局
- 下关市细江町停车场

观光
- 旧山阳hotel（建于1923年）

## 节日庆典
- 下关海峡节（5月）
- 马关节（8月）
- 下关海响马拉松赛（11月）

## 交通
铁路
- 最接近的铁路车站是JR下关站。

公交车
- SANDEN交通（公交车站名：细江）

国际飞船
- 下关港国际客运站（Shimonoseki Port International Terminal），前往中华人民共和国山东省青岛、江苏省苏州太仓和韩国釜山的渡轮航行。

## 关联项目
- 下关市
- JR下关站
- JR新下关站